# کپالا باتاس
کپالا باتاس (به لاتین: Kepala Batas, Penang) یک منطقهٔ مسکونی در مالزی است که در پنانگ واقع شده‌است.